# Despelote
Despelote est un jeu vidéo indépendant en développement publié par la structure d'édition Panic. Il est sorti le 1er mai 2025 sur les plateformes Microsoft Windows, PlayStation 4, PlayStation 5, Xbox Series S/X et Nintendo Switch.
Il retrace, à travers les souvenirs d'un garçon de huit ans, la vie à Quito en Équateur en 2001, alors que l'équipe nationale s'apprête à se qualifier à la Coupe du monde de football pour la première fois de son histoire.

## Trame
L'histoire se déroule en 2001 à Quito, capitale de l'Équateur, alors que l'équipe nationale de football s'apprête à se qualifier à la Coupe du monde de football pour la première fois de son histoire. Le joueur incarne un garçon de huit ans nommé Julián.

## Système de jeu
Le principe de Despelote consiste à revivre des tranches de vie et à explorer Quito du point de vue d'un petit garçon. La plupart invitent le joueur à taper dans un ballon tout en rencontrant des habitants de Quito pendant une période charnière de l'histoire moderne du pays. Il s'agit cependant moins d'un simulateur de football que d'une expérience artistique centrée sur la narration et l'ambiance sonore.
Tous les décors, quoique agrémentés de photographies réelles de Quito, sont recouvert d'une couche de poussière qui, par contraste, déplace l'attention sur les personnages et sur les balles de football, qui se distinguent par leur contours nets.

## Développement

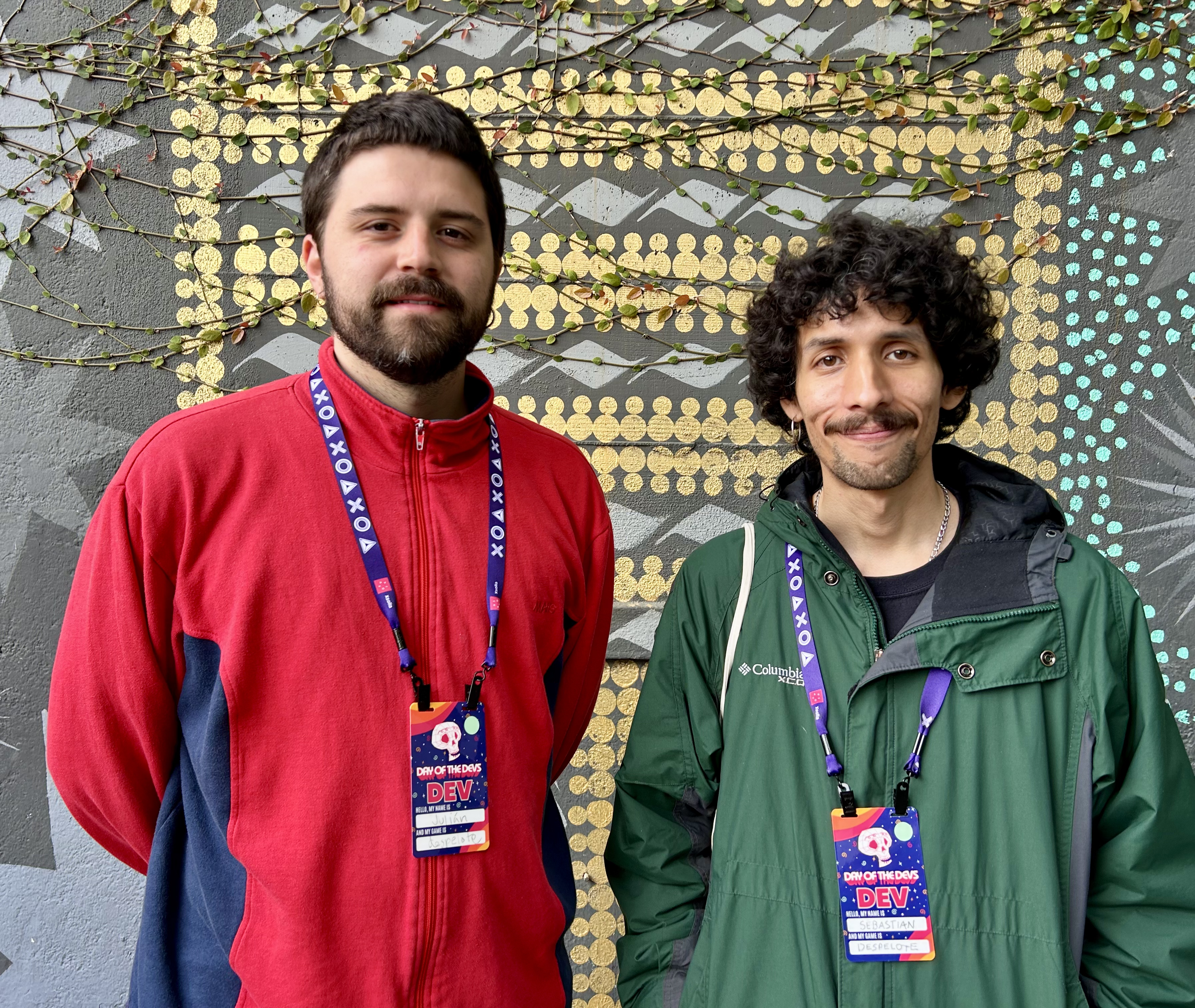
Les deux développeurs de Despelote en mars 2025, lors d'un évènement Day of the Devs : Julián Cordero et Sebastian Valbuena.

Le dossier de presse indique que l'idée initiale de Despelote est venue du game designer équatorien Julián Cordero, qui cherchait à créer un jeu autour de ses souvenirs d'enfance et d'adolescence liés au football. Il s'entoure ensuite de l'animateur et musicien Sebastian Valbuena, pour mieux refléter l'ambiance de la ville de Quito. Par la suite, les deux développeurs font appel à quelques renforts : Gabe Cuzzillo pour la production, et Ian Berman et Niall Tessier-Lavigne pour le son et la programmation.
Le développement du jeu est dévoilé en 2023, avec une date de sortie fixée à 2024, mais celle-ci est finalement décalée au printemps 2025.

## Distinction
Le jeu est nommé parmi les six finalistes du Grand prix Seumas-McNally lors de l'édition 2025 de l'Independent Games Festival, et reçoit trois autres nominations lors du festival, où il remporte finalement le prix de la meilleure ambiance sonore.